# 刘统侠
刘统侠（1942年2月—），男，山东兖州人，中国政治人物，曾任济南市副市长、山东省监察厅厅长。中共十二大代表，第九届全国人大代表。

## 生平
1962年毕业于曲阜水利机械学校，1965年11月加入中国共产党。历任肥城县水利局技术员、县水利队副队长，中央团校第十五期学员，中共肥城县委常委、团县委书记，共青团泰安地区委员会副书记，中共肥城县委副书记。1976年后，历任中共章丘县委副书记、书记。1986年5月，任济南市人民政府副市长、党组成员。1988年1月在济南市第十届人民代表大会第一次会议上继续当选为济南市副市长。1992年改任山东省农委副主任、党组副书记。1996年任农委主任、党组书记。1998年至2002年，任中共山东省纪委副书记、山东省监察厅厅长。2002年至2007年，担任山东省人大常委会委员、山东省第十届人民代表大会内务司法委员会副主任委员。